# De vijf van de vierdaagse
De vijf van de vierdaagse (ook De 5 van de 4 daagse) is een Nederlandse film uit 1974 van René van Nie, gebaseerd op een idee van Emile Brumsteede en tot scenario verwerkt door Van Nie, Anton Quintana en Jonne Severijn. De film heeft als internationale titel The Five are marching in. Pierre Kartner schreef voor de film het lied Breng mij nog eenmaal naar huis, uitgevoerd door Corry Konings.

## Verhaal
Vijf gedetineerden worden uitgezocht om te bewijzen dat ze zich netjes kunnen gedragen tijdens de Nijmeegse Vierdaagse. Als ze de vierdaagse uitlopen zit er misschien strafvermindering in voor de meelopers. De gedetineerden zien deze kilometerklus liever aan zich voorbijgaan, maar ze vatten het plan op om te kunnen ontsnappen tijdens deze looptocht, wat tot komische situaties leidt.

## Rolverdeling
| Acteur                | Personage                     |
| --------------------- | ----------------------------- |
| René van Asten        | Pieter van Veen               |
| Jessica Benton        | Marcia Stroud                 |
| Jan Blaaser           | Johannes Everhart             |
| Jon Bluming           | Cornelis Hoeding              |
| Steye van Brandenberg | gevangenisdirecteur           |
| Wim Poncia            | assistent gevangenisdirecteur |
| Arnie Breeveld        | Hendrik Kater                 |
| Jerry Brouwer         | kunsthandelaar                |
| John Dunn-Hill        | Amerikaans wandelaar          |
| Jack Horn             | Hansje                        |
| Corry Konings         | Corry Konings                 |
| John Kraaijkamp sr.   | Ome Dirk                      |
| Leen Jongewaard       | (undercover) rechercheur      |
| Paul Meijer           | pater                         |
| Onno Molenkamp        | (undercover) rechercheur      |
| Patricia Orlow        | journaliste                   |
| Josée Ruiter          | hippie meisje                 |
| Siem Vroom            | Freddy                        |
| Sacco van der Made    | rol onbekend                  |

## Trivia
- De rol van René van Asten zou oorspronkelijk worden gespeeld door Herman van Veen.
- De film bevat een korte en tevens de enige cameo van regisseur René van Nie in een van zijn eigen films.
- Corry Konings heeft een kleine rol in het verhaal. Nadat ze heeft opgetreden heeft ze buiten een gesprekje met Ome Dirk. Die liegt haar voor dat hij een gelukkig getrouwde opa is die vaak zijn kleinkinderen ziet. Als Corry weer opstaat om te gaan zingen, spreekt Ome Dirk zichzelf vermanend toe: "Ouwe leugenaar!"
- De soundtrack van de film, gecomponeerd door Pieter Verlinden, verscheen op LP op het BASF-label. De plaat is vrij gezocht onder verzamelaars. Het nummer van Corry Konings staat niet op de LP. Het is wel op single uitgebracht en ook op andere LP's van Corry Konings.